# The Writing's on the Wall
The Writing's on the Wall es el segundo álbum de estudio del grupo femenino estadounidense Destiny's Child. Fue lanzado el 14 de julio de 1999 por Columbia Records. Insatisfechas con su álbum de estudio debut homónimo de 1998, Destiny's Child buscó una transición del sonido influenciado por el neo soul del disco. Por lo tanto, el grupo tomó un mayor control creativo y reclutó una gama casi completamente diferente de colaboradores, incluidos Kevin "She'kspere" Briggs, Kandi Burruss, Missy Elliott, Rodney Jerkins y LaShawn Daniels, entre otros.
Como resultado de este cambio artístico sustancial, The Writing's on the Wall es un disco de R&B, pop, hip hop y soul. Además, incorpora elementos sonoros poco convencionales, arreglos complejos y voces de rap staccato. En cuanto a las letras, el álbum está construido como un álbum conceptual, en el que cada pista representa un "Mandamiento de las relaciones" inspirado en los Diez Mandamientos. Sus temas incluyen el enamoramiento, la dependencia, la infidelidad y la separación, mientras que se mantiene un tema religioso suelto en todo momento. La producción y el enfoque innovador obtuvieron elogios de la crítica, mientras que el contenido lírico inicialmente provocó críticas. Sin embargo, los comentarios críticos retrospectivos vieron elogios dirigidos hacia los matices feministas del álbum.
The Writing's on the Wall es ampliamente considerado el álbum revolucionario de Destiny's Child. Debutó en el puesto número seis de la lista Billboard 200 de Estados Unidos, con unas ventas de 133.000 unidades en la primera semana, y más tarde alcanzó el puesto número cinco. El álbum fue certificado platino óctuple por la Asociación de la Industria Discográfica de Estados Unidos (RIAA) por los envíos de ocho millones de unidades en Estados Unidos. Se produjeron cuatro sencillos: "Bills, Bills, Bills", "Bug a Boo", "Say My Name" y "Jumpin', Jumpin'". "Bills, Bills, Bills" y "Say My Name" se convirtieron en los dos primeros números uno de Destiny's Child en la lista estadounidense de Billboard Hot 100, y el último le valió al grupo sus primeros dos premios Grammy. Con unas ventas mundiales de 13 millones de copias, "The Writing's on the Wall" es uno de los álbumes de grupos de chicas más vendidos y uno de los álbumes de R&B más vendidos de todos los tiempos.
El álbum "The Writing's on the Wall" se vio eclipsado en gran medida por la controversia que rodeó su ciclo promocional como resultado de los conflictos internos del grupo. El video musical de "Say My Name" vio a las integrantes originales LeToya Luckett y LaTavia Roberson—que habían intentado separarse de su manager Mathew Knowles —reemplazadas inesperadamente por Farrah Franklin y Michelle Williams. Luckett y Roberson presentaron una demanda contra Knowles y sus excompañeras de banda, y Franklin abandonó Destiny's Child apenas cinco meses después de unirse, dejándola como trío. A pesar de la agitación, una multitud de publicaciones han incluido el álbum entre los mejores discos de su tiempo y género, destacando la inmensa influencia en numerosos artistas.

## Antecedentes y desarrollo
En 1995, Destiny fueron contratadas en Elektra Records por Sylvia Rhone. Sin embargo, fueron despedidas de la discográfica a los ocho meses de contrato, sin ni siquiera haber publicado un álbum, por ser «demasiado jóvenes y poco desarrolladas». Cambiando su nombre a Destiny's Child, el grupo fue fichado en Columbia Records por Teresa LaBarbera Whites en 1996, tras las negociaciones del padre de Beyoncé, Mathew Knowles, que se convirtió en su mánager. Destiny's Child hizo su debut discográfico con la inclusión del tema «Killing Time» en el álbum de banda sonora Men in Black en julio de 1997. Tres meses después, se publicó su sencillo debut «No, No, No», y alcanzó el número tres en la lista estadounidense Billboard Hot 100 y el primer puesto en la lista Hot R&B/Hip-Hop Songs. El neo soul y R&B-infused epitome primer álbum le siguió en febrero de 1998, con una recepción crítica mixta.
En términos comerciales, "Destiny's Child" tuvo ventas lentas, alcanzando solo el puesto número 67 en el Billboard 200 de los EE. UU., pero logró obtener una certificación de Platino  de la RIAA dos años después de su lanzamiento. Produjo un sencillo más, "With Me", que no logró replicar el éxito de su predecesor. Beyoncé etiquetaría retrospectivamente el álbum como "exitoso pero no enormemente exitoso", ya que era "un disco de neo-soul y teníamos 15 años. Era demasiado maduro para nosotras". En septiembre, la contribución del grupo a la banda sonora de Why Do Fools Fall in Love, "Get on the Bus"—una colaboración con Timbaland—fue lanzada con un éxito comercial moderado. En esa época, Destiny's Child —parcialmente insatisfechas con su debut—comenzó a concebir ideas para su continuación. Mientras se preparaban para escribir y grabar nuevo material, se sentaron juntos y enumeraron lo que les gustaba y lo que no les gustaba de "Destiny's Child" para mejorar.

## Grabación y producción
| "Con The Writing's on the Wall, hicimos todo el álbum en unas tres semanas. A veces hacíamos dos canciones al día. Algunas canciones nos llevaban dos días, pero somos muy, muy rápidos en el estudio.«—–Beyoncé reflexionando sobre el rápido proceso de grabación de The Writing's on the Wall. |

La grabación de The Writing's on the Wall comenzó en octubre de 1998. Beyoncé recordó más tarde que Destiny's Child no estaban nerviosas por un bajón de segundo año y tenían muchas ideas para el álbum, ya que no estaban del todo satisfechas con su debut. En comparación con Destiny's Child, en The Writing's on the Wall las miembros del grupo tomaron más control creativo; Beyoncé coescribió 11 de las 16 canciones, Kelly Rowland coescribió diez, LeToya Luckett nueve y LaTavia Roberson ocho. Reescribían las letras que recibían para adaptarlas a las canciones. Beyoncé se inspiraba en las clientas de la peluquería de su madre Tina Knowles para componer sus canciones, concretamente en sus quejas sobre los hombres, las relaciones y las dificultades económicas. Además, produjo cuatro temas del álbum y participó en la producción vocal y los arreglos de varios temas.
Whites sugirió a Destiny's Child que consultaran con el productor Kevin "She'kspere" Briggs. Al llegar a Houston, donde se grabó la mayor parte de The Writing's on the Wall, a Briggs y a su entonces novia, la cantautora Kandi Burruss, les dijeron que solo había espacio para una canción más en el álbum. Sin embargo, después de que la pareja presentara "Bug a Boo", el grupo decidió estructurar todo el disco en torno a ella. Briggs terminó produciendo cuatro canciones adicionales: "So Good", "Bills, Bills, Bills, "Hey Ladies" y "She Can't Love You", co-escribiéndolas con Burruss. Burruss revelaría en 2011 que en el momento de la producción, una de las integrantes del grupo estaba saliendo con su exnovio, en quien "Bills, Bills, Bills" se basó. Al ser promovido a productor ejecutivo junto con Mathew Knowles, Briggs introdujo ritmos entrecortados de tiempo cuádruple mientras alentaba un fraseo vocal entrecortado, los cuales definieron el sonido de The Writing's on the Wall.
Rodney Jerkins produjo «Say My Name», que se grabó en los Pacifique Recording Studios de North Hollywood, Los Ángeles. La coescribió con su hermano Fred Jerkins III, LaShawn Daniels, y las miembros del grupo. Daniels, que dirigió la producción vocal, basó la canción en una relación que había vivido, señalando que Beyoncé podía sentirse identificada ya que ella también estaba en una relación en ese momento. Sin embargo, el grupo rechazó la mezcla original de la canción, y el tema quedó prácticamente inédito; Beyoncé describió posteriormente la mezcla original como una «jungla». Jerkins presentó entonces una nueva mezcla a Knowles, y el tema se incluyó posteriormente en The Writing's on the Wall. Según Daniels, Destiny's Child contribuyó igualmente al tema, afirmando que su aportación creativa aumentaría constantemente a lo largo del proceso de producción.
Missy Elliott escribió y produjo «Confessions», en la que hizo una aparición como invitada; el tema se grabó en The Hit Factory en Nueva York y The Enterprise en Los Ángeles. D'Wayne Wiggins produjo y coescribió «Temptations»  y «Sweet Sixteen», que se grabaron en Digital Sound en Houston y House of Music en Oakland, California. «Stay» fue escrita y producida únicamente por Daryl Simmons, siendo grabada en los Silent Sound Studios de Atlanta. Next participaron en «If You Leave», que fue escrita por su miembro R.L. Huggar; fue coescrita y producida por Chad Elliott, quien también coescribió y produjo «Jumpin', Jumpin'». El primero se grabó en los Electric Lady Studios de Nueva York y en el Dallas Sound Lab, mientras que el segundo se grabó en el 353 Studio de Nueva York y en el 24/7 Studio de Atlanta. Mientras tanto, Ken Fambro y Donnie Boynton coescribieron y produjeron «Now That She's Gone». En abril de 1999, The Writing's on the Wall ya estaba terminado.

## Música y letras

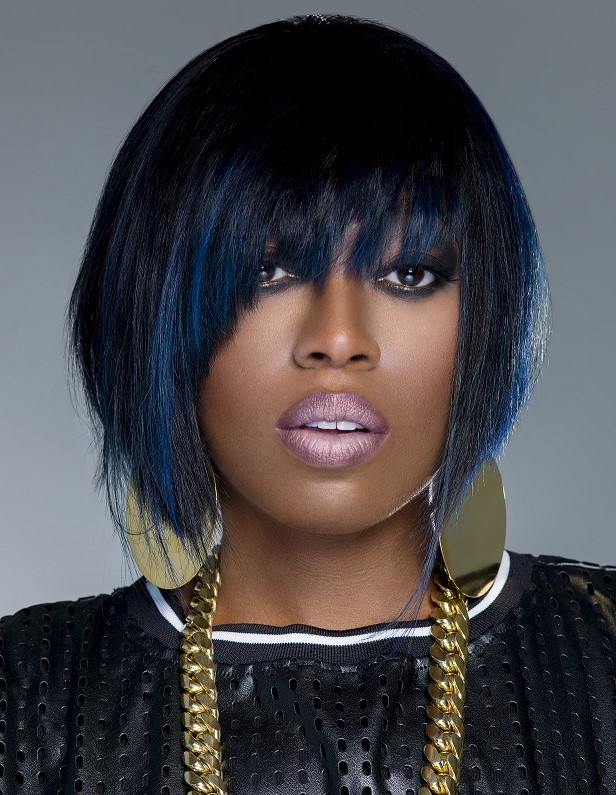
Missy Elliott (en la foto) aparece en "Confessions", una canción con influencias de los años 70 que escribió y produjo.

The Writing's on the Wall es predominantemente un disco de R&B, pop, hip hop y soul. Su producción incorpora sonidos como rayones de discos, burbujas y cristales rotos, mientras que la instrumentación se basa en agudos riffs de guitarra, complejos arreglos de percusión y metales orquestales. Construido como un álbum conceptual, cada pista de The Writing's on the Wall representa un "Mandamiento de las relaciones" inspirado en los Diez Mandamientos, que se enuncia al final de cada pista en referencia a la siguiente. En cuanto a la letra, se ha descrito al álbum como que tiene una "visión cínica, hastiada y a veces transaccional del amor". Comienza con una introducción inspirada en la escena de El Padrino de la película de 1996 Set It Off, en la que Rowland, Luckett y Roberson se reúnen para conocer a su "padrino" Beyoncé y discutir sus "Mandamientos de las Relaciones". A medida que los miembros mencionan la traición de diferentes hombres, el tono de The Writing's on the Wall se establece inmediatamente como "una historia de empoderamiento y venganza". El primer mandamiento "No odiarás" anuncia "So Good", en el que la protagonista hace alarde de su éxito ante un ex amante odioso y celoso. Su instrumentación consiste en loops acelerados de guitarra acústica. La "atrevida", "juguetona" y "nerviosa" pista de R&B "Bills, Bills, Bills" presenta una instrumentación liderada por sintetizadores de clavicín. Líricamente, la canción confronta a un novio por su falta de responsabilidad sobre los cargos de la factura de tarjeta de crédito y teléfono mientras sigue el mandamiento "Pagarás las facturas". Numerosos críticos trazaron paralelismos entre la canción y "No Scrubs" de TLC, también escrita por Briggs y Burruss en la misma época. Burruss reveló que fue escrita sobre la base de su propia experiencia personal con un exnovio. En la canción soul de los años 70 "Confessions", con una interpretación hablada de Missy Elliott, Beyoncé admite una infidelidad. "Bug a Boo" habla en contra de un novio demasiado apegado.
La sexta canción, "Temptation", es una canción "tímida y suave" que habla de la abstinencia de tener sexo con un extraño virtual mientras ya se está involucrado en una relación. "Now That She's Gone" muestra la negativa de una protagonista femenina a reavivar la relación con un exnovio que ha regresado después de abandonar a otra mujer. "Where'd You Go" ve a los miembros del grupo suplicando a sus parejas que se queden después de notar una pérdida de interés hacia ellos. La animada "Hey Ladies" alienta a las mujeres a tomar una posición en contra de sus novios engañosos. La décima canción, "If You Leave", es una colaboración con Next. En cuanto a la letra, la canción se centra en una pareja que debate si deben dejar a sus respectivas parejas y comenzar una relación juntos. La pista de ritmo rápido dance-pop "Jumpin, Jumpin" anima a las mujeres a "dejar a sus hombres en casa" a favor de ir a una discoteca llena de hombres ricos. "Say My Name", señalada por varias publicaciones como el punto culminante del álbum, repite la "mezcla espesa y paranoica" de la producción anterior de Jerkins "The Boy Is Mine", el dueto de 1998 entre Brandy y Monica. "Saltea" a través de diferentes elementos sonoros, pasando de un bajo "lento y sexy" a cuerdas sincopadas con infusión de sintetizadores y arañazos de discos. Líricamente, la canción presenta a una protagonista femenina que sospecha que su novio la engaña. "She Can't Love You" es una balada latina y un bolero impulsados por la guitarra. La balada "Stay" habla de una relación que se está deteriorando debido a que la protagonista femenina no quiere consumarla, para gran insatisfacción de su novio. "Sweet Sixteen" sigue líricamente a una chica llamada Jackie, que está ansiosa por crecer. The Writing's on the Wall cierra con una versión a capella de "Amazing Grace", que actúa como outro y está dedicada a la fallecida Andretta Tilman, la mánager original de Destiny's Child.

## Comercialización

### Título y embalaje
En una entrevista de mayo de 2000 para Jet, Rowland reveló que, mientras deliberaban sobre el título del álbum, Destiny's Child estaba eligiendo entre The Writing's on the Wall y otro título no revelado. Consultaron a Wyclef Jean, que prefería el primero, y aconsejó al grupo que incorporara la narración de la revelación de los Diez Mandamientos a Moisés en el Monte Sinaí en sus «Mandamientos de las relaciones». Del mismo modo, el biógrafo Daryl Easlea señaló que el título fue tomado del Libro de Daniel del Antiguo Testamento de la Biblia; en el libro, una escritura sobrenatural predijo la desaparición de Babilonia.
En referencia al título, los 14 «Mandamientos de las relaciones» que aparecen en The Writing's on the Wall se enumeran en la parte delantera de las copias del CD. La portada del álbum fue fotografiada por Hide Olda y muestra a las miembros vestidas con halter tops blancos y mirando directamente a la cámara. La pared gris claro que tienen detrás muestra el nombre del grupo y el título escritos de forma borrosa, significando «the writings on the wall». Jaelani Turner-Williams de Stereogum describió la portada como «futurista».

### Lanzamiento y promoción

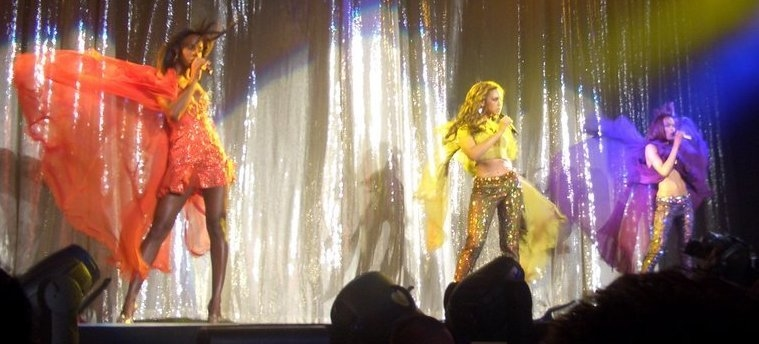
Destiny's Child interpretando "Say My Name" durante su gira Destiny Fulfilled... and Lovin' It en mayo de 2005.

En los EE. UU., The Writing's on the Wall fue lanzado el 27 de julio de 1999 por Columbia Records, habiendo sido lanzado en Japón el 14 de julio. Las primeras impresiones en Estados Unidos incluían el vídeo musical de "No, No, No Part I" como contenido adicional del CD mejorado, mientras que las ediciones internacionales incluían "Get on the Bus" como tema adicional. Para apoyar The Writing's on the Wall, Destiny's Child se embarcó en el FanMail Tour de TLC como acto de apertura durante su etapa norteamericana de octubre a diciembre. Sus actuaciones televisadas en los Soul Train Lady of Soul Awards el 3 de septiembre de 1999, los Soul Train Music Awards el 4 de marzo de 2000, durante MTV Spring Break en Cancún el 16 de marzo, en los TMF Awards en Róterdam el 15 de abril, y en el concierto gratuito (You Drive Me) Crazy Tour de Britney Spears en Honolulu el 24 de abril, promocionaron aún más el álbum. En julio de 2000, Destiny's Child se unió a Christina Aguilera como acto de apertura en su gira Christina Aguilera in Concert, recorriendo Norteamérica hasta octubre. Mientras estaban de gira, el grupo realizó un set de 45 minutos en The Eastern States Exposition el 17 de septiembre e interpretaron "Say My Name" en los MuchMusic Video Awards el 21 de septiembre.
En noviembre de 2000, "The Writing's on the Wall" fue reeditado en Europa, con un disco extra que incluía "Independent Women Part I". En los premios Billboard Music Awards del 5 de diciembre, Destiny's Child interpretó un popurrí compuesto por "Independent Women Part I", "Say My Name" y "Jumpin', Jumpin'". Posteriormente interpretaron canciones nominadas. "Independent Women Part I" y "Say My Name" en la 43.ª edición de los premios Grammy el 21 de febrero de 2001, cuando ganaron sus dos primeros premios Grammy, ambos por "Say My Name". En honor al 20.º aniversario de The Writing's on the Wall en julio de 2019, Sony Music lanzó "Destiny's Child 2019 Dating Commandments". Similar a Tinder, la aplicación de citas interactiva modernizó los 14 "mandamientos de las relaciones". Además, The Writing's on the Wall estuvo disponible en un vinilo de edición limitada exclusivamente en Urban Outfitters el 1 de noviembre.

## Sencillos
«Bills, Bills, Bills» se publicó como sencillo principal de The Writing's on the Wall el 31 de mayo de 1999.  Un éxito comercial, se convirtió en el primer sencillo número uno de Billboard Hot 100 de Destiny's Child en Estados Unidos, también encabezó la lista estadounidense Hot R&B/Hip-Hop Songs durante nueve semanas consecutivas. El sencillo fue certificado disco de platino por la RIAA en julio de 2020, lo que denota unas ventas de un millón de unidades en Estados Unidos.  A nivel internacional, la canción alcanzó el top 10 en Bélgica, Canadá, Islandia, Países Bajos y Reino Unido. Aclamado por la crítica, fue nominada al Premio Grammy a la Mejor Interpretación de R&B por un Dúo o Grupo y al Premio Grammy a Mejor Canción de R&B en la 42.ª Edición Anual de los Premios Grammy (2000).  Un vídeo musical que lo acompañaba fue dirigido por Darren Grant y era un homenaje a la entonces estilista de Destiny's Child, Tina Knowles, ya que muestra a las integrantes del grupo como empleadas de una peluquería frustradas con los hombres.  «Bug a Boo» se publicó como segundo sencillo de The Writing's on the Wall el 7 de julio de 1999.  No logró repetir el éxito comercial de su predecesora, alcanzando sólo el número 33 en la lista Billboard Hot 100 de Estados Unidos y el número 15 en la lista Hot R&B/Hip-Hop Songs de Estados Unidos.  La canción obtuvo mejores resultados a escala internacional, llegando al número 10 en los Países Bajos y el Reino Unido.  El videoclip que acompaña al tema, dirigido por Grant, muestra a los miembros del grupo huyendo de novios molestos y cuenta con cameos de Kobe Bryant y Wyclef Jean.
"Say My Name" fue lanzado como el tercer sencillo de The Writing's on the Wall el 14 de octubre de 1999. Se convirtió en el segundo sencillo número uno de Destiny's Child en el Billboard Hot 100 de Estados Unidos y el tercer sencillo número uno de Hot R&B/Hip-Hop Songs de Estados Unidos. El sencillo fue certificado triple platino por la RIAA en julio de 2020, lo que denota ventas de tres millones de unidades en los EE. UU. A nivel internacional, la canción alcanzó la cumbre en Australia, y el top 10 en Bélgica, Canadá, Francia, Islandia, Países Bajos, Nueva Zelanda, Noruega, Polonia, y el Reino Unido. Aclamado por la crítica, ganó los dos primeros Premios Grammy del grupo (por Mejor interpretación de R&B de un dúo o grupo y Mejor canción de R&B) y también fueron nominadas a Grabación del año y aCanción del año, en 2001. Un video musical dirigido por Joseph Kahn fue objeto de controversia, ya que vio a LeToya Luckett y LaTavia Roberson ser reemplazadas, sin su conocimiento o consentimiento, por Farrah Franklin y Michelle Williams. El video le valió a Destiny's Child su primer MTV Video Music Award, por MTV Video Music Award al Mejor Video de R&B en los 2000. "Jumpin', Jumpin'" fue lanzado como el cuarto y último sencillo de The Writing's on the Wall el 17 de julio de 2000. Fue un éxito comercial, alcanzó el puesto número tres en el Billboard Hot 100 de EE. UU. y se convirtió en el primer sencillo número uno del grupo en el Mainstream Top 40 de EE. UU. El sencillo fue certificado platino por la RIAA en julio de 2020, lo que denota ventas de un millón de unidades en los EE. UU. A nivel internacional, la canción alcanzó las 10 primeras posiciones en Australia, Canadá, Islandia, Países Bajos, Nueva Zelanda y el Reino Unido. Su video musical fue el segundo consecutivo de Destiny's Child dirigido por Kahn, y muestra a las integrantes saliendo a un club nocturno. "So Good" fue distribuido en la radio contemporánea rítmica en los EE. UU. como el único sencillo promocional de The Writing's on the Wall el 16 de enero de 2001.

## Crítica
Tras su lanzamiento, "The Writing's on the Wall" recibió críticas mixtas y positivas por parte de los críticos musicales. Stephen Thomas Erlewine de AllMusic escribió que, independientemente de la composición "desigual", el álbum fue una mejora para Destiny's Child en comparación con su debut, complementando aún más la producción y la selección de colaboradores. En una reseña para NME, Dele Fadele elogió el sonido contemporáneo del disco, citando "Confessions" y "If You Leave" como sus puntos destacados. Rob Brunner de Entertainment Weekly elogió a Destiny's Child por ser capaz de superar a sus contemporáneos con un sonido innovador, pero desestimó la "balada banal" de "Stay" y "Sweet Sixteen". Escribiendo para The Village Voice, Robert Christgau elogió al grupo por sonar maduro, pero criticó la letra del álbum. contenido. Rob Sheffield de Rolling Stone fue, sin embargo, más negativo hacia The Writing's on the Wall, escribiendo: "A pesar de momentos aceptables como la secuela de Waterfalls Sweet Sixteen, los niños de Destiny nunca encuentran esa melodía de dinero que convierte a un no-no-no No Scrubs en un cliente que paga sí-sí-sí".
Los comentarios retrospectivos vieron que la aclamación crítica para The Writing's on the Wall prevalecía sobre la crítica inicial. En The New Rolling Stone Album Guide (2004), Nathan Brackett y Christian Hoard hicieron referencia a la crítica negativa de Sheffield de 1999 para Rolling Stone al escribir que los sencillos "Say My Name" y "Jumpin', Jumpin'" eran, de hecho, "lo suficientemente pegadizos como para convertir a cualquier novato no-no-no en un cliente que paga sí-sí-sí". Katherine St. Asaph de Pitchfork elogió a The Writing's on the Wall por su impacto e influencia en los artistas de R&B, remarcando que su estilo musical codificó las tendencias contemporáneas de R&B a principios del milenio. Taryn Finley de HuffPost compartió los sentimientos de St. Asaph, etiquetando a The Writing's on the Wall como "una guía de álbumes de Rolling Stone" y "una guía de álbumes de Rolling Stone" como ... on the Wall "el álbum por excelencia de 1999". Wren Graves de Consequence llamó la atención sobre temas destacados que no eran sencillos, pero descartó "Temptation" y "If You Leave" como "puntos aburridos".

## Reconocimientos

### Listas
| Año  | Publicación                | Lista                                      | Posición | Ref.   |
| ---- | -------------------------- | ------------------------------------------ | -------- | ------ |
| 1999 | The Face                   | Recordings of the Year                     | 9        | [ 69 ] |
| 2002 | Q                          | 100 Women Who Rock the World               | 77       | [ 70 ] |
| 2007 | Rock and Roll Hall of Fame | Definitive 200                             | 160      | [ 71 ] |
| 2007 | Vibe                       | The 150 Albums That Define the Vibe Era    | —        | [ 72 ] |
| 2008 | Entertainment Weekly       | The New Classics: Music                    | 92       | [ 73 ] |
| 2013 | NME                        | The 500 Greatest Albums of All Time        | 454      | [ 74 ] |
| 2017 | Complex                    | The 50 Best R&B Albums of the '90s         | 31       | [ 75 ] |
| 2017 | NPR                        | The 150 Greatest Albums Made By Women      | 61       | [ 76 ] |
| 2019 | Okayplayer                 | The 19 Most Influential R&B Albums of '90s | —        | [ 77 ] |
| 2020 | PopMatters                 | The Most Memorable Albums of 1999          | —        | [ 78 ] |
| 2020 | Rolling Stone              | The 500 Greatest Albums of All Time        | 291      | [ 79 ] |
| 2022 | Pitchfork                  | The 150 Best Albums of the 1990s           | 45       | [ 80 ] |

### Premios y nominaciones
The Writing's on the Wall ganó el Soul Train Lady of Soul Award al Mejor Álbum de R&B/Soul en 2000. Además, fue nominado al Premio Soul Train Music al Mejor Álbum de R&B/Soul – Grupo, Banda o Dúo en los Soul Train Music Awards de 2000, y al Premio American Music al Álbum de Soul/R&B Favorito en los American Music Awards de 2001.

## Rendimiento comercial
En los EE. UU., The Writing's on the Wall debutó en el puesto número seis de la lista Billboard 200 el 14 de agosto de 1999, con unas ventas en la primera semana de 133.000 copias. Debutó en el top de Los mejores álbumes de R&B/Hip-Hop, y alcanzó el puesto número dos la misma semana. El álbum fue el 42.º álbum más vendido de 1999, vendiendo 1,6 millones de copias a finales de año. La rotación intensa de su tercer sencillo "Say My Name" y el aumento de las actividades promocionales revitalizaron las ventas del álbum. 
Siete semanas después de que "Say My Name" alcanzara la cima del Billboard Hot 100, "The Writing's on the Wall" registró un nuevo récord de ventas en una sola semana con 157.000 unidades. Posteriormente ascendió hacia un nuevo pico en el Billboard 200 en el número cinco el 6 de mayo de 2000. Durante la semana de Navidad de 2000, el álbum logró sus mayores ventas en una sola semana con 163.000 unidades, mientras se mantenía estable dentro del top 40 en su semana 74 en las listas. En el Billboard 200 de fin de año de 2000, se ubicó en el puesto número 13 y fue el décimo álbum más vendido del año con ventas de 3,8 millones de copias. En total, The Writing's on the Wall pasó 99 semanas consecutivas en el Billboard 200, saliendo de la lista en julio de 2001. El 6 de noviembre, el álbum fue certificado platino octuple por la RIAA, por envíos de ocho millones de unidades en los EE. UU. A partir de 2015, The Writing's on the Wall ha vendido más de siete millones de unidades en el país, siendo el segundo álbum de un grupo de chicas más vendido en los EE. UU.
A nivel internacional, "The Writing's on the Wall" fue un éxito inesperado. Debutó en el puesto número 13 en la Canadian Albums Chart con fecha del 14 de agosto de 1999, alcanzando el puesto número cinco después de un año en las listas el 26 de agosto de 2000. El álbum fue certificado quíntuple platino por la Canadian Recording Industry Association (CRIA) el 28 de febrero de 2001, lo que denota envíos de 500.000 unidades en Canadá. En Australia, The Writing's on the Wall debutó en el número nueve en los ARIA Top 100 Albums y alcanzó el número dos en su tercera semana. Fue certificado triple platino por la Australian Recording Industry Association (ARIA) en febrero de 2001, por envíos de 210.000 unidades en el país. En Nueva Zelanda, The Writing's on the Wall debutó en el número 30, alcanzando el número seis nueve semanas después. Recording Industry Association of New Zealand (RIANZ) lo certificó triple platino en noviembre de 2000, lo que denota envíos de 45.000 copias en el país. En el Reino Unido, The Writing's on the Wall debutó en el puesto número 12 de la UK Albums Chart y en la cima de la UK R&B Albums Chart. En agosto de 2000, fue certificado platino por la British Phonographic Industry (BPI) por envíos 300.000 unidades en el Reino Unido. Después de 70 semanas de fluctuaciones, el álbum alcanzó el puesto número 10 en la lista de álbumes del Reino Unido el 6 de enero de 2001. The Writing's on the Wall alcanzó el puesto número 23 en el top 100 de álbumes europeos después de ser reeditado, y fue certificado doble platino por la Federación Internacional de la Industria Fonográfica (IFPI) por vender dos millones de copias en toda Europa. Además, finalmente ascendió al top 10 en Bélgica, Irlanda, Países Bajos, Noruega y Portugal después de debutar en posiciones más bajas. Con ventas mundiales de 13 millones de copias, The Writing's on the Wall es el cuarto álbum de grupo de chicas más vendido de todos los tiempos, siendo también uno de los álbumes de R&B más vendidos de todos los tiempos.

## Controversia

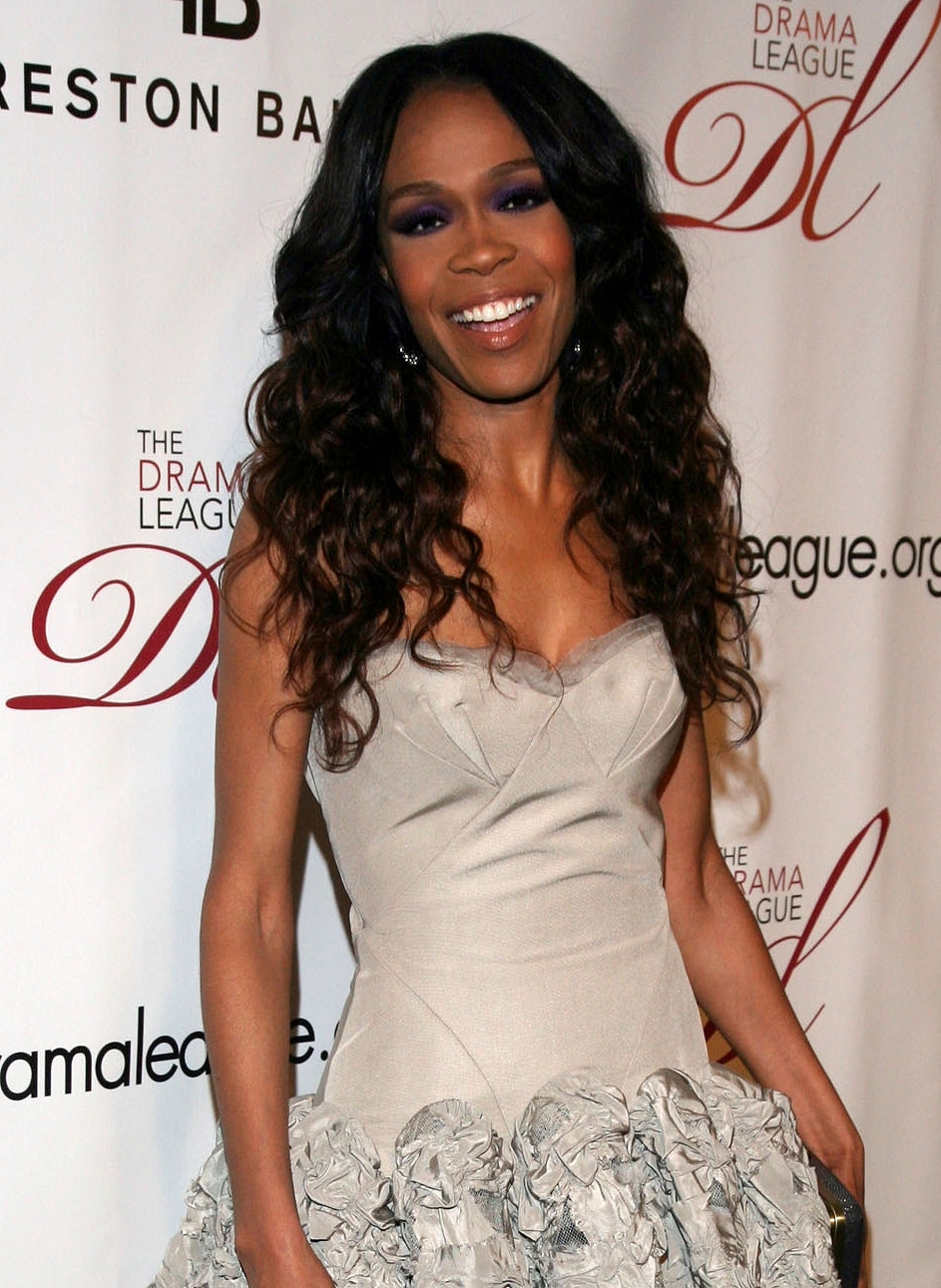
Michelle Williams (en la foto) y Farrah Franklin se unieron a Destiny's Child como reemplazo de LeToya Luckett y LaTavia Roberson, en medio de la promoción de The Writing's on the Wall.

La era promocional de The Writing's on the Wall estuvo plagada de controversias y conflictos entre las miembros y la gerencia de Destiny's Child. En diciembre de 1999, Luckett y Roberson intentaron separarse de su mánager Mathew Knowles, afirmando que se quedaba con una parte desproporcionada de las ganancias del grupo y favorecía injustamente a su hija Beyoncé y Rowland. Aunque nunca tuvieron la intención de dejar Destiny's Child, descubrieron que dos nuevos miembros se unirían a Beyoncé y Rowland una vez que se estrenó el video musical de "Say My Name" el 15 de febrero de 2000. Antes de su estreno, Beyoncé anunció en TRL que Luckett y Roberson habían dejado el grupo. Fueron reemplazadas por Williams, ex corista de Monica, y Franklin, una aspirante a cantante y actriz. El 15 de marzo de 2000, Roberson y Luckett presentaron una demanda contra Knowles y sus antiguas compañeras de banda por incumplimiento de sus deberes fiduciarios y de asociación. Después de la demanda, ambas partes se denostaron mutuamente en los medios.
Apenas cinco meses después de unirse, Franklin dejó Destiny's Child. Las integrantes restantes afirmaron que esto se debió a que no pudo asistir a presentaciones promocionales ni a conciertos. Según Williams, Franklin no podía manejar el estrés. Sin embargo, Franklin reveló que se fue debido a la negatividad que rodeaba el conflicto y su incapacidad para ejercer algún control en la toma de decisiones. Su salida fue vista como menos controvertida. Williams, por otro lado, se sintió presionada y luego reveló que su inclusión en el grupo resultó en inseguridad, ya que se comparaba con las demás integrantes. Hacia fines de 2000, Roberson y Luckett retiraron la parte de su demanda dirigida a Beyoncé y Rowland a cambio de un acuerdo, aunque continuaron la acción contra Knowles. Como parte del acuerdo, a ambas partes se les prohibió hablar una de la otra públicamente. Roberson y Luckett formaron otro grupo de chicas, llamado Anjel, pero finalmente se disolvió en 2003 sin haber lanzado un álbum.

## Impacto y legado
The Writing's on the Wall ha sido declarado el álbum revelación de Destiny's Child por numerosos críticos musicales, ya que impulsó su carrera y las presentó a un público más amplio.  Chris Malone de Billboard atribuyó retrospectivamente al álbum el rápido establecimiento de Destiny's Child entre los grupos de chicas más emblemáticos de todos los tiempos. Independientemente de la controversia en torno a sus actividades promocionales, The Writing's on the Wall emergió intacto y se convirtió en uno de los álbumes de R&B más vendidos de todos los tiempos. Aunque los miembros estaban agitados por la agitación, el éxito de Destiny's Child continuó, con los años siguientes la controversia vista como el tramo más sustancial de su carrera, y convirtiéndose en un fenómeno de la cultura pop. Su tercer álbum de estudio Survivor (2001) y su canción principal se consideran respuestas a los medios por el escrutinio al que fue sometido el grupo durante la era promocional de The Writing's on the Wall. Múltiples críticos también han señalado el álbum por ser la plataforma sobre la cual Beyoncé lanzaría su carrera en solitario. Tom Breihan de Stereogum compartió esos sentimientos, agregando que Beyoncé logró reconocer con éxito los sonidos que remodelaban la estética del R&B y adquirir habilidades técnicas para recrearlo de una manera idiosincrásica. También señaló que el álbum allanaría creativamente el camino para su sexto álbum de estudio en solitario Lemonade (2016), ya que sus temas líricos evocaban los de The Writing's on the Wall.
A pesar del escepticismo inicial hacia The Writing's on the Wall, varios críticos reconocieron su inmenso impacto en el R&B y la música pop en comentarios retrospectivos, atribuyéndole el mérito de haber definido el sonido de la música mainstream a principios del milenio. La escritora de la industria musical Naima Cochrane calificó el álbum como una de las grabaciones más importantes de la fase de transición entre los años 1990 y 2000, añadiendo que marcó el tono para las tendencias mainstream del R&B de la década que se avecinaba y ayudó a popularizar la música contemporánea urbana para adultos. Sus matices líricos feministas también han recibido reconocimiento. En una entrevista de 2019 con Vice, Burruss, una de las principales colaboradoras de The Writing's on the Wall, dijo que la influencia de sus temas feministas era evidente incluso dos décadas después de su lanzamiento, citando los esfuerzos con temas de empoderamiento femenino de artistas como Rihanna, Lizzo y Megan Thee Stallion. Además, al álbum se le atribuye la introducción y popularización del rap staccato, más claramente a través de "Bug a Boo" y "Say My Name". El rapero canadiense Drake fue citado como uno de los artistas que buscaron inspiración vocal en el álbum, más notablemente en su canción de 2013 "Girls Love Beyoncé", en la que James Fauntleroy cantó el estribillo de "Say My Name". La influencia artística de The Writing's on the Wall también se ha expandido a las imágenes, como los videos musicales de la canción de 2016 de Kehlani "Distraction" y de Tove Styrke de 2017 "Say My Name" ha sido descrita como un homenaje al video musical de "Say My Name".

## Lista de canciones
| The Writing's on the Wall – Standard edition |                                                          |             |          |  |
| N.º                                          | Título                                                   | Producer(s) | Duración |  |
| 1.                                           | «Intro (The Writing's on the Wall)»                      | Knowles     | 2:05     |  |
| 2.                                           | «So Good»                                                | Briggs      | 3:13     |  |
| 3.                                           | «Bills, Bills, Bills»                                    | Briggs      | 4:16     |  |
| 4.                                           | «Confessions» (con Missy Elliott)                        | Elliott     | 4:57     |  |
| 5.                                           | «Bug a Boo»                                              | Briggs      | 3:32     |  |
| 6.                                           | «Temptation»                                             | Wiggins     | 4:05     |  |
| 7.                                           | «Now That She's Gone»                                    | Fambro      | 5:35     |  |
| 8.                                           | «Where'd You Go»                                         | Knowles     | 4:15     |  |
| 9.                                           | «Hey Ladies»                                             | Knowles     | 4:16     |  |
| 10.                                          | «If You Leave» (con Next)                                | Elliott     | 4:35     |  |
| 11.                                          | «Jumpin, Jumpin»                                         | Elliott     | 3:50     |  |
| 12.                                          | «Say My Name»                                            | R. Jerkins  | 4:31     |  |
| 13.                                          | «She Can't Love You»                                     | Briggs      | 4:04     |  |
| 14.                                          | «Stay»                                                   | D. Simmons  | 4:51     |  |
| 15.                                          | «Sweet Sixteen»                                          | Knowles     | 4:12     |  |
| 16.                                          | «Outro (Amazing Grace... Dedicated to Andretta Tillman)» | Knowles     | 2:38     |  |
| 64:52                                        |                                                          |             |          |  |

| The Writing's on the Wall – US enhanced edition (bonus video) |                                   |              |          |  |
| N.º                                                           | Título                            | Director(s)  | Duración |  |
| 17.                                                           | «No, No, No Part I» (music video) | Darren Grant | 4:31     |  |

| The Writing's on the Wall – International edition (bonus track) |                                  |             |          |  |
| N.º                                                             | Título                           | Producer(s) | Duración |  |
| 17.                                                             | «Get on the Bus» (con Timbaland) | Timbaland   | 4:44     |  |

| The Writing's on the Wall – Japanese edition |                                                         |                |          |  |
| N.º                                          | Título                                                  | Producer(s)    | Duración |  |
| 16.                                          | «Get on the Bus» (con Timbaland)                        | Timbaland      | 4:44     |  |
| 17.                                          | «Bills, Bills, Bills» (Digital Black-N-Groove Club Mix) | Maurice Joshua | 7:16     |  |

| The Writing's on the Wall – European limited edition (bonus disc) |                                                      |             |          |  |
| N.º                                                               | Título                                               | Producer(s) | Duración |  |
| 1.                                                                | «Bills, Bills, Bills» (remix con Sporty Thievz)      | West        | 4:00     |  |
| 2.                                                                | «No, No, No Part II» (con Wyclef Jean)               | Wyclef      | 3:33     |  |
| 3.                                                                | «Say My Name» (Timbaland Remix)                      | Timbaland   | 7:33     |  |
| 4.                                                                | «No, No, No Part II» (con Wyclef Jean) (music video) |             |          |  |
| 5.                                                                | «Get on the Bus» (music video)                       |             |          |  |

| The Writing's on the Wall – European reissue (bonus disc) |                                        |             |          |  |
| N.º                                                       | Título                                 | Producer(s) | Duración |  |
| 1.                                                        | «Independent Women Part I»             | Knowles     | 3:42     |  |
| 2.                                                        | «Independent Women Part II»            | Knowles     | 3:46     |  |
| 3.                                                        | «8 Days of Christmas»                  | Knowles     | 3:31     |  |
| 4.                                                        | «No, No, No Part II» (con Wyclef Jean) | Wyclef      | 3:28     |  |

Notas
- Las pistas 1 a 15 terminan con breves interludios hablados por las miembros del grupo, cada uno de los cuales se relaciona con la pista siguiente. Cada interludio representa un "Mandamiento de las relaciones" inspirado en los Diez Mandamientos.

Créditos de samples
- "Temptation" contiene elementos cantados nuevamente de "Whatever You Want" de Tony! Toni! Toné! y "Posse on Broadway" de Sir Mix-a-Lot.
- "Sweet Sixteen" contiene una muestra no acreditada de "Theme from Mahogany (Do You Know Where You're Going To)" de Diana Ross.

## Créditos y Personal
Créditos adaptados de las notas del álbum The Writing's on the Wall.
- Charles Alexander – mezcla (pista 11)
- Jovonn Alexander – producción (pista 11)
- Steve Baughman – asistencia de mezcla (pista 3)
- Chris Bell – ingeniería (pista 10)
- Donnie "D-Major" Boynton – producción (pista 7), composición (pista 7)
- Kevin "She'kspere" Briggs – ingeniería (pistas 2, 3, 5, 9 y 13), producción ejecutiva, instrumentación (pistas 2, 3, 5, 9 y 13), Midi & Sound (pistas 2, 3, 5 y 13), producción (pistas 2, 3, 5, 9 y 13), composición de canciones (pistas 2, 3, 5, 9 y 13), producción vocal (pistas 2, 3, 5, 9 y 13)
- Joe Bruer – ingeniería (pista 8)
- Kandi Burruss – composición de canciones (pistas 2, 3, 5, 9 y 13), producción vocal (pistas 2, 5, 9 y 13)
- Michael Calderon – ingeniería (pistas 1, 3 y 6)
- LaShawn Daniels – ingeniería (pista 12), composición de canciones (pista 12), producción vocal (pista 12)
- Kevin "KD" Davis – mezcla (pistas 2, 3, 5, 9 y 13)
- Andre DeBaurg – ingeniería (pistas 10 y 11)
- David Donaldson – ingeniería (pista 11)
- Jimmy Douglass – ingeniería (pista 4)
- Blake Eiseman – ingeniería (pista 7)
- Chad "Dr. Ceuss" Elliott – mezcla (pista 11), producción (pistas 10 y 11), composición (pistas 10 y 11)
- Missy Elliott – producción (pista 4), composición (pista 4), voz (pista 4)
- Ken "K-Fam" Fambro – producción (pista 7), composición (pista 7)
- Ronnie Garrett – bajo (pista 14)
- Jon Gass – mezcla (pista 14)
- Tara Geter – composición (pista 7)
- Brad Gildem – ingeniería (pista 12)
- Anthony Hardy – instrumentación (pista 1), producción (pista 1)
- Donald "Lenny" Holmes – instrumentación (pista 1), producción (pistas 1 y 4), composición (pista 4)
- James Hoover – ingeniería (pistas 7, 15 y 16)
- Jean Marie Horout – mezcla (pista 12)
- R.L. Huggar – composición de canciones (pista 10)
- Oshea Hunter – producción (pista 10), composición de canciones (pista 10)
- Fred Jerkins III – composición de canciones (pista 12)
- Rodney Jerkins – producción (pista 12), composición de canciones (pista 12), voces (pista 12)
- Thom "TK" Kidd – ingeniería (pista 14)
- Kiko – dirección de arte, diseño
- Beyoncé Knowles – producción vocal adicional (pista 9), arreglos (pista 16), coros (todas las pistas), voz principal (todas las pistas), producción (pistas 1, 8, 15 y 16), composición de canciones (pistas 1–3, 5, 6, 8, 9, 11–13 y 15), arreglos vocales (pistas 6 y 16), producción vocal (pistas 3 y 13)
- Mathew Knowles – producción ejecutiva, mezcla (pista 16)
- Mike Kopcha – asistencia de mezcla (pistas 2, 5, 9 y 13)
- Sonny Lallerstedt – guitarra (pista 14)
- Vincent Lars – saxofón (pista 15)
- Kevin Lively – asistencia de ingeniería (pista 14)
- LeToya Luckett – coros (todas las pistas), voz principal (pista 1), composición de canciones (pistas 1–3, 5, 6, 8, 9, 12 y 13)
- Steve McCauley – asistencia de mezcla (pistas 4 y 15)
- Raymond McKinley – bajo (pista 15)
- Rufus Moore – composición de canciones (pista 11)
- Ramon Morales – ingeniería (pistas 5, 9 y 13)
- Vernon Mungo – ingeniería (pista 3)
- Next – voces (pista 10)
- Hide Olda – fotografía
- Bill Ortiz – trompeta (pista 15)
- Lance Pierre – asistencia de mezcla (pista 8)
- Platinum Status – programación de batería (pista 8), teclados (pista 8), producción (pista 8), composición de canciones (pista 8)
- Claudine Pontier – asistencia de ingeniería (pista 3)
- Anthony Ray – composición de canciones (pista 6)
- Ted Regier – asistencia de mezcla (pistas 4, 6, 7 y 15)
- Byron Rittenhouse – voces (pista 11)
- LaTavia Roberson – coros (todas las pistas), voz principal (pistas 1, 8 y 15), composición de canciones (pistas 1, 2, 5, 6, 8, 9, 12 y 13)
- Kelly Rowland – coros (todas las pistas), voz principal (pistas 1 a 5, 7, 8, 10, 13, 15 y 16), composición de canciones (pistas 1 a 3, 5, 6, 8, 9, 12, 13 y 15)
- Albert Sanchez – fotografía
- Aleese Simmons – composición de canciones (pista 7)
- Daryl Simmons – programación de batería (pista 14), teclados (pista 14), producción (pista 14), composición de canciones (pista 14)
- Dexter Simmons – mezcla (pistas 4, 6, 8, 10 y 15)
- Latrelle Simmons – composición de canciones (pista 7), arreglos vocales (pista 7)
- Ivy Skoff – coordinación de producción (pista 14)
- Charles Spikes – guitarra (pista 6)
- Brian Springer – ingeniería (pista 4)
- Kenny Stallworth – asistencia de ingeniería (pista 7)
- Chris Stokes – producción (pista 8), composición de canciones (pista 8)
- Joey Swails – ingeniería (pistas 6 y 15)
- Terry-T – bajo (pista 6), caja de ritmos (pista 6), teclados (pista 6), producción (pista 6)
- Gerard Thomas – instrumentación (pista 1), producción (pistas 1 y 4), composición de canciones (pista 4)
- Tyvette Turman – composición de canciones (pista 10)
- Stephanie Vonarx – asistencia de ingeniería (pista 14)
- Chuck Walpole – ingeniería (pista 6)
- Jody Watley – composición de canciones (pista 15)
- Carl Wheeler – composición de canciones (pista 6)
- Teresa LaBarbera Whites – A&R
- D'wayne Wiggins – bajo (pista 6), caja de ritmos (pista 15), guitarra (pistas 6 y 15), producción (pistas 6 y 15), composición de canciones (pistas 6 y 15), sintetizador (pista 15)
- Tony Williams – programación de batería adicional (pista 14)
- Dan Workman – ingeniería (pistas 2 y 5).

## Charts

### Weekly charts
| Chart                                                 | Peak position |
| ----------------------------------------------------- | ------------- |
| Australia (ARIA)                                      | 2             |
| Australia Australian Dance Albums (ARIA)              | 2             |
| Australia Australian Urban Albums (ARIA)              | 1             |
| Austria (Ö3 Austria)                                  | 18            |
| Bélgica (Ultratop flamenca)                           | 8             |
| Bélgica (Ultratop valona)                             | 19            |
| Canadá (Billboard Canadian Albums)                    | 5             |
| Canadá Canadian R&B Albums (Nielsen SoundScan)        | 2             |
| Dinamarca (Hitlisten)                                 | 16            |
| Países Bajos (Album Top 100)                          | 3             |
| Unión Europea European Top 100 Albums (Music & Media) | 23            |
| Finlandia (Suomen Virallinen Lista)                   | 15            |
| Francia (SNEP)                                        | 32            |
| Alemania (Offizielle Top 100)                         | 21            |
| Irlanda (IRMA)                                        | 3             |
| Japón (Oricon)                                        | 33            |
| Nueva Zelanda (Recorded Music NZ)                     | 6             |
| Noruega (VG-lista)                                    | 7             |
| Portugal (AFP)                                        | 10            |
| Escocia (Scottish Albums Chart)                       | 16            |
| Suecia (Sverigetopplistan)                            | 21            |
| Suiza (Schweizer Hitparade)                           | 23            |
| Reino Unido (UK Albums Chart)                         | 10            |
| Reino Unido (UK R&B Albums)                           | 1             |
| Estados Unidos (Billboard 200)                        | 5             |
| Estados Unidos (Top R&B/Hip-Hop Albums)               | 2             |

### Year-end charts
| Chart                                                | Position |
| ---------------------------------------------------- | -------- |
| Canadá Canadian Top Albums/CDs (RPM)                 | 99       |
| Países Bajos (Album Top 100)                         | 44       |
| Reino Unido (OCC)                                    | 78       |
| Estados Unidos (Billboard 200)                       | 88       |
| Estados Unidos US Top R&B/Hip-Hop Albums (Billboard) | 48       |

| Chart                                                 | Position |
| ----------------------------------------------------- | -------- |
| Australia (ARIA)                                      | 13       |
| Bélgica (Ultratop Flanders)                           | 37       |
| Bélgica (Ultratop Wallonia)                           | 43       |
| Canadá (Nielsen SoundScan)                            | 15       |
| Países Bajos (Album Top 100)                          | 42       |
| Unión Europea European Top 100 Albums (Music & Media) | 83       |
| Nueva Zelanda (RMNZ)                                  | 7        |
| Reino Unido (OCC)                                     | 22       |
| Estados Unidos US Billboard 200                       | 13       |
| Estados Unidos US Top R&B/Hip-Hop Albums (Billboard)  | 12       |

| Chart                                                 | Position |
| ----------------------------------------------------- | -------- |
| Bélgica (Ultratop Wallonia)                           | 66       |
| Canadá (Nielsen SoundScan)                            | 192      |
| Canadá Canadian R&B Albums (Nielsen SoundScan)        | 41       |
| Unión Europea European Top 100 Albums (Music & Media) | 80       |
| Reino Unido (OCC)                                     | 82       |
| Estados Unidos US Billboard 200                       | 87       |

### Decade-end charts
| Chart                           | Position |
| ------------------------------- | -------- |
| Estados Unidos US Billboard 200 | 39       |

### All-time charts
| Chart                       | Position |
| --------------------------- | -------- |
| Bélgica (Ultratop Flanders) | 92       |

## Historial de Lanzamiento
| Región         | Fecha                    | Edicione(s)      | Formato(s)                                | Discográfica(s)  | Ref.            |
| -------------- | ------------------------ | ---------------- | ----------------------------------------- | ---------------- | --------------- |
| Japón          | 14 de julio de 1999      | Standard         | CD                                        | Sony Music Japan |                 |
| Alemania       | 23 de julio de 1999      | Standard         | CD                                        | Sony Music       | [ 122 ]         |
| Reino Unido    | 26 de julio de 1999      | Standard         | Casete, CD, MiniDisc, vinilo              | Columbia         | [ 156 ] [ 157 ] |
| Estados Unidos | 27 de julio de 1999      | Standard         | Casete, CD, enhanced CD, MiniDisc, vinilo | Columbia         | [ 158 ]         |
| Francia        | 3 de agosto de 1999      | Standard         | CD                                        | Columbia         | [ 159 ]         |
| Polonia        | 13 de septiembre de 1999 | Standard         | CD                                        | Sony Music       | [ 160 ]         |
| Australia      | 15 de octubre de 1999    | Standard         | CD                                        | Sony Music       | [ 161 ]         |
| Reino Unido    | 13 de noviembre de 2000  | Reedición        | Double CD                                 | Columbia         | [ 162 ]         |
| Alemania       | 27 de noviembre de 2000  | Reedición        | Double CD                                 | Sony Music       | [ 122 ]         |
| Estados Unidos | 1 de noviembre de 2019   | 20th anniversary | Vinyl (Urban Outfitters exclusive)        | Legacy           | [ 163 ]         |